# Oligosita engelharti
Oligosita engelharti är en stekelart som beskrevs av Kryger 1919. Oligosita engelharti ingår i släktet Oligosita och familjen hårstrimsteklar.
Artens utbredningsområde är:
- Bulgarien.
- Tjeckien.
- Danmark.
- Ungern.
- Polen.
- Rumänien.
- Sverige.

Arten är reproducerande i Sverige. Inga underarter finns listade i Catalogue of Life.